# Fläckvingad storstövslända
Fläckvingad storstövslända (Loensia variegata) är en insektsart som först beskrevs av Pierre André Latreille 1799.  Fläckvingad storstövslända ingår i släktet Loensia, och familjen storstövsländor. Arten är reproducerande i Sverige.